# موراتا ۱۴۶۴۳
سیارک ۱۴۶۴۳ (به انگلیسی: 14643 Morata، نامگذاری:1998WZ30) چهارده هزار و ششصد و چهل و سومین سیارک کشف شده‌است که در ۲۴ نوامبر ۱۹۹۸ کشف شد.
قدر مطلق سیارک برابر ۱۳٫۳۰ است.